# Cryptolestes dybasi
Cryptolestes dybasi är en skalbaggsart som beskrevs av Thomas 1988. Cryptolestes dybasi ingår i släktet Cryptolestes och familjen ritsplattbaggar. Inga underarter finns listade i Catalogue of Life.